# غاي بيريمان
غاي روبرت بيريمان (Guy Rupert Berryman)  أو فقط غاي بيريمان (Guy Berruman) هو موسيقي وعازف ومنتج إسكتلندي ،أفضل مايعرف به كونه عازفا في فرقة كولدبلاي .

## روابط خارجية
- غاي بيريمان على موقع IMDb (الإنجليزية)
- غاي بيريمان على موقع الموسوعة البريطانية (الإنجليزية)
- غاي بيريمان على موقع ميوزك برينز (الإنجليزية)
- غاي بيريمان على موقع إن إن دي بي (الإنجليزية)
- غاي بيريمان على موقع أول ميوزيك (الإنجليزية)
- غاي بيريمان على موقع ديسكوغز (الإنجليزية)
- غاي بيريمان على موقع قاعدة بيانات الفيلم (الإنجليزية)